# Агой

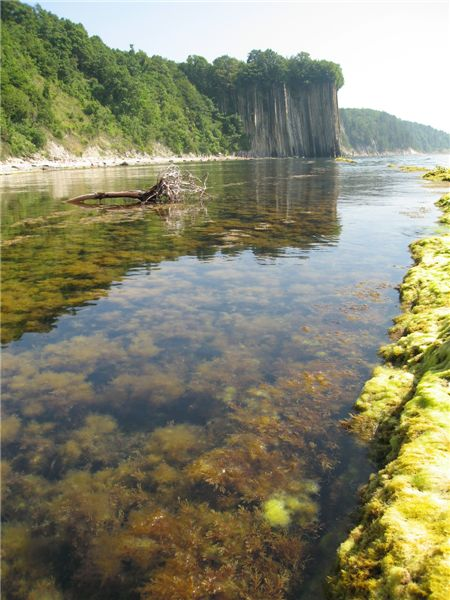
Скелі Киселева

Агой — село в Туапсинському районі Краснодарського краю.
Населення — 1,8 тис. осіб (1999).
Розташовано на узбережжі Чорного моря в гирлі річки Агой, за 12 км на північний захід від Туапсе на автомагістралі M27 Туапсе — Новоросійськ. За 4 км вище за течією розташований аул Агуй-Шапсуг. На території села, у долині річки розташовано військовий аеродром «Агой», що безпосередньо примикає до моря. Пляж використовується для розвантаження військових судів. Пляжі в Агої — рінь, автокемпінг «Агой», турбази «Волна».
Між мисом Кадош і селищем Агой, за 4 км на північний захід від міста Туапсе знаходяться скелі Кісєльова — гладкі прямовисні стіни заввишки 43 м, у підніжжя яких розташований невеликий пляж. Скеля отримала свою назву на честь художника О. О. Кісєльова. Скеля складена флішевимі породами — мергелями, пісковиками, вапняками, аргиллітамі. На скелях укорінилася сосна піцундськая. Навколо налічується до 30 видів дерев і чагарників, 7 видів ліан.

## Населення
- Село виникло в 1915 році
- У 1989 році в селі мешкало 985 осіб
- У 1999 році — 1774 осіб

Крім сільської забудови в селі розташовані три 2-поверхових (багатоквартирних) будинки, два 3-поверхових, один 4-поверховий, сім 5-поверхових будинків, три 10-поверхові будинки, два 9-поверхові будинки і ще два 9-поверхові будинки (побудованих для офіцерів військ Військово-повітряних сил). Найближчим часом в Агої планується будівництво ще кількох 9-поверхових будинків.

## Інтернет осилання
- Сайт села Агой [Архівовано 25 березня 2009 у Wayback Machine.](рос.)
- Недорогий відпочинок в селі Агой на узбережжі Чорного моря у приватному секторі [Архівовано 11 лютого 2009 у Wayback Machine.](рос.)
- Фото летовища [Архівовано 13 вересня 2007 у Wayback Machine.] (рос.)
- Опис агойський приватних готелів і пансіонатів(рос.)